# 'Ndrina Commisso
La famiglia Commisso, soprannominati quagghia e chiamati anche famiglia Macrì, sono una potente 'ndrina originaria di Siderno con ramificazioni in Canada, Argentina e Australia; sono attivi nel narcotraffico, in infiltrazioni negli appalti pubblici e nel settore sanitario.
Sono anche tra coloro che le forze dell'ordine canadesi in sinergia con le forze dell'ordine italiane hanno ribattezzato Siderno Group. A Siderno sono alleati con le famiglie Rumbo - Galea - Figliomeni

## Storia

### Origini
Le origini della cosca risalgono agli anni '30, quando fu creata da un giovane Antonio Macrì. Questi prese le redini di Gioiosa Ionica e parte di Siderno, forgiando alleanza con le cosche limitrofe.

### Anni settanta - il porto di Gioia Tauro e il Siderno Group
Negli anni settanta hanno partecipato alla costruzione del porto di Gioia Tauro insieme ai Mazzaferro e agli Ursino.
Dopo la morte di Antonio Macrì nel 1975, il boss Cosimo Commisso, inizia a intraprendere relazioni con il cugino Rocco Remo Commisso di Toronto facente parte del Siderno Group, consorzio criminale dedito al traffico internazionale di droga.
Son così cresciuti fino ad avere ramificazioni in Nord Italia, Canada, Argentina e Australia.

### Anni ottanta - la faida di Siderno
Viene arrestato negli Stati Uniti Vincenzo Macrì (figlio di don Antonio Macrì), accusato di traffico di droga e prenderà il comando Cosimo Commisso detto U Quagghja.
Alla fine degli anni ottanta scoppia la faida con la 'ndrina dei Costa che però non impedisce ai rispettivi gruppi criminali di continuare i loro affari.
In quel periodo i Macrì si avvicinano ai Commisso.
Il 21 luglio 1987 viene ucciso dai Commisso in località Lamia Luciano Costa fratello del capobastone di allora.
Da quel fatto si scatenò una guerra per presunto volere di Cosimo Commisso (riconosciuto poi non colpevole) volta all'annientamento dei Costa.
Il 26 giugno 1991 fu ucciso Giovanni Costa che non riuscì a scappare alla faida emigrando a Thornhill vicino a Toronto in Canada.
Furono poi uccisi Vincenzo e Giuliano Costa.
Alla fine, anche con l'aiuto di cosche reggine come i Piromalli, furono uccisi gli ultimi esponenti dei Costa che continuavano la lotta.
Nel 2006 i Commisso uccidono Salvatore Salerno, e successivamente il fratello Agostino Salerno e Rocco Alì per il tentativo di allearsi con i Costa, loro rivali.
A oggi la locale di Siderno, di cui i Commisso fanno parte è diventata una delle più influenti di tutta la 'ndrangheta.

### Anni 2000 - il traffico di droga e l'operazione Crimine
Il 18 agosto 2001 viene arrestato Agostino Salerno, ritenuto esponente di spicco della cosca Commisso.
Nel febbraio 2002 si scopre nella provincia di Pesaro e Urbino la presenza di affiliati agli Ursino-Macrì e si alleano con la 'ndrina (cosca) Sgambellone che gestivano un traffico di droga internazionale e nazionale per le Marche e l'Emilia-Romagna.
Il 28 giugno 2005 la Squadra Mobile della Questura di Reggio Calabria, il Servizio centrale operativo e l'Interpol, arrestano nuovamente (era già stato arrestato nel 1999) a Toronto in Canada il capobastone Antonio Commisso e altri cinque 'ndranghetisti: Francesco, Domenico e Vincenzo Racco; Vincenzo Giorgione e Antonio Curciarello.
Il 18 settembre 2008 a New York, durante l'operazione Solare delle forze dell'ordine, il broker calabrese Giulio Schirripa, proprietario di un ristorante, contrattava con tre narcos messicani appartenenti ai Los Zetas tramite la funzione push to talk non intercettabile dei Blackberry a Manhattan. Schirripa comprava 10 chili di cocaina al mese per conto delle famiglie Macrì, Aquino e Coluccio.
Il 26 giugno 2009 nell'operazione vengono arrestate 50 persone presunte componenti di un traffico internazionale di droga, tra cui i Commisso e i Cataldo e viene sequestrata più di una tonnellata di sostanze stupefacenti; in collaborazione vi era anche il clan camorristico dei Baratto. Il presunto capo sarebbe Salvatore Femia, tra gli arrestati c'è anche "Giuseppe Zucco", vicino al capobastone "Giuseppe Cataldo".
Il 21 agosto 2009 viene arrestato dalla polizia olandese e dai carabinieri del Nucleo investigativo del Comando provinciale di Reggio Calabria ad Amsterdam "Gianluca Racco", tra i 100 latitanti più pericolosi. Condannato all'ergastolo per omicidio, tentato omicidio e associazione di stampo mafioso.
Il 18 novembre 2010 vengono sequestrati beni dal valore di 200 milioni di euro alla cosca Commisso tra appartamenti, terreni, aziende e il centro commerciale di Siderno "I Portici".
Il 14 dicembre 2010 con l'operazione Bene Comune-Recupero, a seguito dell'operazione Crimine di luglio, vengono eseguite 51 ordinanze di custodia cautelare presso 51 presunti affiliati alla cosca accusati di associazione mafiosa. Viene arrestato anche l'ex sindaco di Siderno Alessandro Figliomeni.

### Oggi - l'operazione Crimine 3, Acero-Krupy e 'ndrangheta canadian connection
Il 29 marzo 2011, nella frazione Mirto di Siderno viene arrestato Antonio Galea, latitante ritenuto il reggente del clan Commisso di Siderno. Era accusato di associazione per delinquere di tipo mafioso e spaccio di sostanze stupefacenti nell'ambito della vasta operazione "Crimine" scattata il 13 luglio 2010 contro le maggiori cosche della 'ndrangheta calabrese, e nell'ambito dell'operazione "Bene Comune-Recupero" scattata all'alba del 14 dicembre 2010 dove vennero arrestate più di 50 persone ritenute vicine al potente clan di Siderno.
Il 14 luglio 2011 vengono arrestate oltre 40 persone nell'ambito dell'operazione internazionale dei carabinieri Crimine 3. Le persone sono accusate di traffico di droga internazionale e associazione mafiosa e sono state arrestate per lo più in Italia, alcune in Spagna, Paesi Bassi e negli Stati Uniti. Il traffico veniva gestito insieme al Cartello del Golfo e ai cartelli colombiani, per la 'ndrangheta c'erano presunti affiliati agli Ierinò, Commisso, Coluccio, Aquino e Pesce.
Il 25 ottobre 2011 vengono sequestrati beni del valore di 150 milioni di euro a esponenti di spicco della cosca Commisso, tra terreni e aziende.
Il 21 maggio 2012 nell'operazione Falsa politica vengono arrestate a Siderno 15 persone presunte affiliate ai Commisso, tra cui Cosimo Cherubino ex consigliere della Regione Calabria, Rocco Agrippo ex consigliere della provincia di Reggio Calabria e Domenico Commisso consigliere in carica del comune di Siderno.
Il 14 gennaio 2014 si conclude a Milano l'operazione Tamburo, iniziata nel 2009 che ha portato all'arresto per traffico di droga di 13 persone, presunte affiliate ai Mancuso, Barbaro-Papalia e agli Ursino-Macrì. Gli arrestati erano residenti a Cesano Boscone e Cisliano.
Il 28 settembre 2015 si conclude l'operazione Acero-Krupy della Procura nazionale antimafia, che rivela la gestione ad Amsterdam di un import-export internazionale di floricoltura, i Commisso di Siderno invece nella ricettazione internazionale di cioccolata di grandi marchi del valore di 7 milioni di euro. Sono susseguiti 50 arresti per presunti affiliati alle 'ndrine Macrì, Commisso, Coluccio e Crupi per traffico internazionale di stupefacenti e associazione mafiosa.
Il 27 novembre 2015 emerge in "Storiacce" per l'emittente Radio24 la vicenda scoperta dall'ultima operazione di settembre come un certo Cosimo Commisso insieme alla moglie spingessero la figlia ancora tredicenne per arrivare a un fidanzamento combinato per motivi di interessi mafiosi. Questo fenomeno, oggi, sarebbe presente per lo più tra famiglie di basso rango mafioso, ma una volta era diffuso anche tra quelle di più alto lignaggio.
Secondo gli inquirenti, la 'ndrina ha stretti rapporti con l'Alleanza di Secondigliano, un potente cartello della camorra. Le due organizzazioni insieme sono dedicate al traffico e allo spaccio di cocaina e marijuana proveniente dal Sud America.

### Fatti recenti
- Il 10 marzo 2016 si conclude l'operazione Tipographic che porta all'arresto di 36 persone presunte affiliate agli Ursino-Macrì e Jerinò di Gioiosa Jonica, ai Rumbo-Galea-Figliomeni di Siderno, ai Bruzzese di Grotteria, e ai Mazzaferro di Marina di Gioiosa Jonica e accusati di estorsione, usura e associazione mafiosa.[32][33]
- A seguito dell'operazione Falsa politica del 2012 e dell'omonimo processo ad aprile 2017 viene riconosciuto in appello che Salvatore Commisso (1941) fosse con dote di quartino il mastro di giornata della locale di Marina di Gioiosa Jonica e di Toronto e che curasse i rapporti con Giuseppe Commisso, detto U Mastru in Calabria.[34]
- Il 10 giugno 2017 si conclude l'operazione Internazionale che porta all'arresto in Brasile di Vincenzo Macrì da parte della Polícia Federal e dell'Interpol.[35] Sarebbe responsabile di un traffico internazionale di droga da come è scaturito dall'operazione "Acero Connections". Il 5 giugno 2018 viene estradato in Italia.[36]
- Il 19 gennaio 2018 a Siderno viene ucciso Carmelo Muià, presunto esponente di spicco dei Commisso.[37]
- Il 6 maggio 2018 Alessandro Figliomeni, ex sindaco di Siderno viene condannato dalla corte di cassazione per associazione per delinquere di stampo mafioso in quanto riconosciuto come organico ai Commisso con dote di Santa.[38]
- Il 27 giugno 2018 si conclude l'operazione Arma Cunctis della Direzione distrettuale antimafia che ha portato all'arresto di 38 persone presunte affiliate ai Cataldo e ai Commisso accusate a vario titolo di traffico di armi passante da Malta, dalla Sicilia e dalla Francia. Il sodalizio riforniva le altre 'ndrine.[39]
- Il 18 luglio 2019 si conclude l'operazione Canadian 'ndrangheta connection nei confronti di 14 presunti esponenti ai Muià, cosca satellite dei Commisso, in cui il Crimine canadese prendeva decisioni che avevano ripercussioni anche in Calabria.[40][41]
- 9 agosto 2019: operazione Canadian 'ndrangheta connection 2 contro i Muià, cosca satellite dei Commisso.[42][43]
- Il 12 dicembre 2019 si conclude l'operazione Core Business contro quattro persone dei Commisso, tra cui Cosimo Commisso accusati di associazione mafiosa. Cosimo Commisso dal 2015 era ai domiciliari a Perugia.[44][45]

## Esponenti di spicco
- Antonio Macrì (1902-1975), noto come u Zzi 'ntoni.
- Vincenzo Macrì, detto pumadoru, figlio di Antonio Macrì, latitante da settembre 2015 (operazione Acero-Krupy) viene arrestato il 10 giugno 2017 in Brasile. Sarebbe stato ultimamente il referente della 'ndrangheta per il Canada.[46]
- Cosimo Commisso (1950) detto U quagghjia, figlio di Francesco Commisso, capobastone dal 1975, condannato all'ergastolo. L’11 gennaio 2019 Cosimo Commisso verrà assolto dall’accusa di omicidio e scarcerato dopo 26 anni di prigione.
- Francesco Commisso, noto come Cicciu u quagghja, braccio destro di Antonio Macrì. Francesco venne ferito nell'attentato in cui Macrì venne freddato[47]
- Antonio Commisso detto U Bocatu (1956), fratello del Mastru e attuale reggente della famiglia Commisso.
- Roberto Pannunzi, famoso narcotrafficante, più volte arrestato, contrattava anche per conto di Cosa Nostra.[senza fonte]
- Vincenzo Macrì (1937 - giugno 2010) detto U Baruni capobastone e nipote di Antonio Macrì. Deceduto nel 2010 era stato condannato a 26 anni di carcere.[48]
- Antonio Commisso (1925), noto come Ntoni u quagghja, fratello di Francesco Commisso, arrestato nel 2005 e condannato nel 2013 a 15 anni di carcere.[49]
- Giuseppe Commisso detto U Mastru (1947), attuale capo dei Commisso e della Locale di Siderno, influente a livello regionale, nazionale e internazionale. Dirime questioni tra le famiglie in Calabria come in Lombardia e perfino in Canada. In alcune intercettazioni afferma di dover risolvere questioni di ben 96 locali che fanno capo a Siderno.[50] Condannato nel 2012 a 14 anni e 8 mesi di carcere.
- Rocco Remo Commisso, capo indiscusso della 'ndrangheta di Toronto.
- Antonio Galea, noto come "Ntoni", latitante dal luglio 2010 in seguito all'operazione Crimine, arrestato il 29 marzo 2011.
- Riccardo Rumbo, noto come "Franco", arrestato il 14 dicembre 2010 in seguito all'operazione "Recupero-Bene Comune".
- Angelo Figliomeni, noto come "Angelino", influente a Vaughan in Canada.
- Cosimo Figliomeni, fratello di Angelo.
- Flavio Spina, (Palermo, 1981) narcotrafficante e criminale, attivo soprattutto a Milano e provincia.
- Gabriele Barisione, (Ovada, 1991) arrestato il 10 maggio 2015 in seguito all'operazione "Nevicata" con l'arresto di 31 persone.
- Glen Dervishi, (Albania, 1986), latitante dal novembre 2014, coinvolto nel traffico di droga e rapine, operativo nel Nord Italia.